# Felderhaldetunnel
Der Felderhaldetunnel ist ein Straßentunnel der Bundesstraße 12 bei Isny im Allgäu. 
Der Felderhaldetunnel untertunnelt die gleichnamige Felderhalde und wurde im Zuge des Baus der Ortsumfahrung von Isny in den Jahren 2005 bis 2009 gebaut. Die Planungen für die Umgehungsstraße und den Tunnelbau begannen im Jahr 1996. Das Westportal befindet sich auf dem Gebiet der bayerischen Gemeinde Maierhöfen, das Ostportal auf dem Gebiet der baden-württembergischen Stadt Isny. Insgesamt wurden 540 Meter des Tunnels gebohrt, die restlichen 220 Meter an den Portalen wurden in offener Bauweise hergestellt und später überschüttet. Der Tunnel besitzt zwei rund 100 Meter lange Fluchtstollen nach Westen und Nordosten.